# スミス・ジェームス
ブル・ジェームス（Bull James）のリングネームで知られるスミス・ジェームス（Smith James、1988年1月16日 - ）は、アメリカ合衆国のプロレスラー。ニューヨーク州モンロー出身。

## 来歴

### インディー団体
2006年、ニュージャージー州を拠点とするインディー団体であるECPW（East Coast Professional Wrestling）にてドニー・ジョンソン（Donny Johnson）のリングネームでプロレスラーデビューを果たし、JJベンジャミンとのシングルマッチを行い、デビュー戦を勝利で飾った。
2008年よりNWA加盟団体のNWA on Fireに参戦するようになり、大きな赤ん坊ギミック、ベイビー・ヒューイー（Baby Hughie）として活動。11月8日に往年の名レスラーであるココ・B・ウェアと対戦するが敗れ、同月29日にリベンジマッチを組まれるも返り討ちにされた。2009年9月26日、NWAニュージャージーにてロブ・エコスとタッグを組み、パワーズ・オブ・ペイン（ザ・ウォーロード & ザ・バーバリアン）と対戦するも敗戦した。
2010年、活動の拠点をアメリカ東部へと拡大し、リングネームを本名名義にしてキングコング・バンディを連想させるような容姿に付け加え、首から掛けたチェーンをトレードマークにしたギミックへと変更。PWF（Power Wrestling Federation）ではダニー・ドーリング、NWS（National Wrestling Superstars）ではニコライ・ボルコフといった往年のスター達と対戦した。2011年7月12日にはTNAにて査定試合としてダークマッチに登場し、マーク・ブラビューラを相手に勝利するも契約するまでに至らなかった。12月2日にはNWAニュージャージーにて元WWEスーパースターのカリートと対戦している。
2012年、ストッケード、ビル・カール、ビンス・スティールとニュー・エイジ・レッキング・クルーなる規格外ユニットを結成。ACE（American Championship Entertainment）を中心に多数の団体で暴れまわった。9月から地元であるニューヨークを拠点とするNYWC（New York Wrestling Connection）を活動の拠点とするようになり、ビル・カールとタッグを組んで活動。2013年2月23日にNYWCにてビーバーボーイズ（アレックス・レイノルズ & ジョン・シルバー）からNYWCタッグ王座を奪取し、3月9日にはACEにてザ・ムーブメント（FNB & ジャマール・ジャクソン）からACEタッグ王座を奪取してみせた。5月31日にはICW（Impact Championship Wrestling）にてダン・マフとシングルマッチを行うが敗戦した。

### WWE

#### NXT
2013年5月7日、WWEとディベロップメント契約を交わして入団。新設されたWWEパフォーマンスセンターにてブル・デンプシー（Bull Dempsey）のリングネームでトレーニングを開始し、9月にNXTに昇格。同月12日のNXTにてエイデン・イングリッシュとシングルマッチを行うも簡単に負けてしまった。以降、NXT Liveを中心にサイモン・ゴッチとタッグを組んで活動。
2014年6月24日、エグザビアー・ウッズとシングルマッチを行って勝利。試合後にはNXT王座を手に入れてNXTの頂点に立つと宣言した。7月31日、タッグを組むよう要請されたモジョ・ローリーと組む事になり、ザ・メカニックス（ダッシュ・ワイルダー & スコット・ドーソン）を相手に勝利。8月より開始されたNXTタッグ王座挑戦権獲得トーナメントに出場し、8月14日に行われた一回戦でボードビラインズ（エイデン・イングリッシュ & サイモン・ゴッチ）と対戦するがローリーが一方的に攻撃されて敗戦した事により憤慨し、タッグを解消。試合後に倒れたローリーに追撃を加えた。この試合をきっかけにローリーと抗争を展開。9月11日、Takeover Fatal 4 Wayにてローリーと遺恨戦を行い勝利した。11月、秒殺勝利を重ねるバロン・カービンを意識するようになり自身も秒殺勝利を続ける。12月11日、Takeover R Evolutionにて試合には出場できなかった為に観客席から観戦し、タイ・デリンジャーに秒殺勝利したカービンに対し睨み合う展開へとなった。
2015年1月14日、バロン・カービンと直接対決を行いジャンピング・ボディアタックを浴びせて倒すが、直後にトップロープから放ったダイビング・ヘッドバットを避けられエンド・オブ・デイズを喰らい敗戦。同月28日、NXT王座挑戦者決定トーナメント1回戦でデンプシーと再戦してエンド・オブ・デイズを決められ連敗。2月4日、準決勝にてカービン vs エイドリアン・ネヴィルの試合中、カービンを襲撃して敗戦させる。この結果、カービンとの因縁は深まり同月11日、Takeover RivalにてNXT初のノーDQマッチを行うも敗戦した。6月10日、タイラー・ブリーズとの対戦にて逃げ惑うブリーズに対して追いかけるうちに体力を消耗してしまい最後にビューティーショットを決められ敗戦。試合後のスキットにおいてお菓子を食べていないとやっていられないと話しているところへGMであるウィリアム・リーガルより痩せる事を忠告された。
2016年2月5日、WWEから退団した。

### インディー団体
WWE解雇後、2016年3月5日、ニュージャージー州を拠点とするWrestleProにてブル・ジェームス（Bull James）のリングネームで参戦。ケビン・マシューズと対戦。試合終盤にサンセットフリップからドインクドロップへ繋げようとするが避けられると丸め込まれてしまい3カウントを取られ敗戦した。

### DDT
2019年3月、DDTプロレスリングに初来日。11月に再来日し、12月に開催されたD王 GRAND PRIXに初出場した。

## 得意技
- ダイビング・ヘッドバット

NXTでのフィニッシャー。
- ザ・ブルドーザー

ノーザンライトボム

## 獲得タイトル
NYWC
- NYWCタッグ王座：1回

w / ビル・カール
ACE
- ACEタッグ王座 : 1回

w / ビンス・スティール